# Młodzieżowe Indywidualne Mistrzostwa Szwecji na Żużlu 1984
Młodzieżowe Indywidualne Mistrzostwa Szwecji na Żużlu 1984 – cykl turniejów żużlowych, mających wyłonić najlepszych szwedzkich żużlowców w kategorii do 21 lat, w sezonie 1984. Tytuł wywalczył Jimmy Nilsen.

## Finał
- Nässjö, 15 września 1984

| Msc. | Zawodnik         | Klub        | Pkt   |  |  |
| ---- | ---------------- | ----------- | ----- |  |  |
| 1    | Jimmy Nilsen     | Getingarna  | 12 +3 |  |  |
| 2    | Tony Olsson      | Bysarna     | 12 +2 |  |  |
| 3    | Patrik Karlsson  | Vargarna    | 11 +3 |  |  |
| 4    | Bo Arrhén        | Gamarna     | 11 +2 |  |  |
| 5    | Lars Andersson   | Gamarna     | 10    |  |  |
| 6    | Kenneth Nyström  | Ornarna     | 10    |  |  |
| 7    | Christer Rohlén  | Indianerna  | 9     |  |  |
| 8    | Johan Staff      | Piraterna   | 8     |  |  |
| 9    | Mikael Teurnberg | Rospiggarna | 6     |  |  |
| 10   | Conny Ivarsson   | Njudungarna | 6     |  |  |
| 11   | Ove Österberg    | Indianerna  | 5     |  |  |
| 12   | Teddie Jonsson   | Brassarna   | 5     |  |  |
| 13   | Mikael Löfqvist  | Bysarna     | 4     |  |  |
| 14   | Dennis Löfqvist  | Bysarna     | 4     |  |  |
| 15   | Mikael Messing   | Rospiggarna | 4     |  |  |
| 16   | Kjell Nielsen    | Indianerna  | 3     |  |  |